# Završje, Trbovlje
Završje este o localitate din comuna Trbovlje, Slovenia, cu o populație de 51 de locuitori.